# Hedemora
Hedemora è una cittadina della Svezia centrale, capoluogo del comune omonimo, nella contea di Dalarna; nel 2005 aveva una popolazione di 7 279 abitanti.